# OpenMAX
OpenMAX est une Interface de programmation ouverte  et libre de droit qui fournit un accès aux codecs multimédias.
L'interface est spécifiée et normée par le Khronos Group. Elle fait partie de la plateforme OpenKODE.
Elle est divisée en plusieurs couches :
- OpenMAX AL (Application Layer, c'est-à-dire, couche d'application) est une interface permettant aux applications de s'abstraire de la gestion des middlewares multimédia qui exécuteront les tâches dévolues (lecture, enregistrement, etc.).

- OpenMAX IL (Integration Layer, c'est-à-dire, couche d'intégration) est une interface permettant aux applications ou frameworks de communiquer avec les différents codecs (logiciels ou matériels) audio, video, et d'imagerie de façon transparente et standard.

- OpenMAX DL (Development Layer, c'est-à-dire, couche de développement) est une interface contenant un ensemble de fonctions d'encodage et décodage pouvant être implémentées et optimisées par les concepteurs des processeurs matériels.

## Liens  Externes
- Site Web Officiel